# Hossam Hassan (fodboldspiller, født 1989)
Hossam Hassan (arabisk: حسام حسن, født 30. april, 1989 i Cairo, Egypten) er en egyptisk fodboldspiller som spiller for den Egyptiske Premier League-klub Masry Port Said som midtbanespiller
Han er storebror til Ibrahem Hassan som spiller for Ittihad El-Shorta
Hassan deltog også i Hany Ramzy's egyptiske U/23 hold under Sommer-Ol 2012 i London. Han klarede sig godt som central defensiv midtbanespiller, og blev derfor udlånt til den tyrkiske 2. divisionsklub-klub Rizespor i et år.